# Nemopilema nomurai
Nemopilema nomurai nebo také Stomolophus nomurai (synonymum) je druh velké medúzy, vyskytující se v Pacifiku v oblasti mezi Čínou a Japonskem, především ve Žlutém a Východočínském moři.
V japonštině zní její pojmenování ečizen kurage (japonsky エチゼンクラゲ) podle bývalé provincie Ečizen v prefektuře Fukui.

## Rozměry
Klobouk těchto největších medúz světa může dosahovat průměru až dvou metrů, její hmotnost až 200 kilogramů. Její ramena mohou být až pět metrů dlouhá.

## Životní cyklus
Životní cyklus Stomolophus nomurai trvá přibližně rok. Na jaře dochází k strobilaci, poté projde několika larválními stadii, začátkem léta se vyvine do finálního stádia medúzy. Na podzim pohlavně dospívá a začíná se rozmnožovat a v průběhu zimy hyne.

## Ekologie
V posledních 20 letech dochází k masivnímu přemnožení Stomolophus nomurai v oblasti Žlutého moře a Východočínského moře, odkud jsou mořskými proudy transportovány přes Cušimský průliv do Japonského moře. Za možné příčiny přemnožení jsou považovány: současná klimatická změna, úbytek přirozených predátorů a silný rybolov, eutrofizace řek v Číně či asexuální produkce polypů.
Druh Nemopilema nomurai se po celý život živí převážně planktonem, ale v pozdějších stádiích, kdy dosahuje velkých rozměrů se živí i rybami.
Přirozenými predátory Stomolophus nomurai jsou: mečoun, kožatka, tuňák, měsíčník a člověk. Medúza je využívána v japonské kuchyni, vyrábí se z ní např. tofu nebo zmrzlina. Je ceněným přírodním zdrojem kolagenu. Pro bezpečnou konzumaci je však nutná tepelná úprava a pečlivé odstranění jedovatých částí těla.